# Námořní letecká základna Oceana
Námořní letecká základna Oceana (anglicky Naval Air Station Oceana, zkráceně NAS Oceana) je námořní letecká základna námořnictva Spojených států amerických ve Virginia Beach ve Virginii . Základna spadá pod jurisdikci Námořního regionu středního Atlantiku a je velitelstvím Úderného stíhacího křídla pro Atlantik a Carrier Air Wings 1, 3, 7 a 8. Námořní letecká základna je domovem všech víceúčelových perutí na východním pobřeží a je klasifikována jako hlavní základna proudových letadel. Letiště je známé jako Apollo Soucek Field, pojmenované po poručíku (později admirálovi) Apollu Součkovi, zkušebnímu pilotovi námořnictva, který v roce 1930 vytvořil celosvětový výškový rekord na dvouplošníku Wright XF3W, když s tímto strojem vystoupal do výšky 43 166 stop (13 157 m).
NAS Oceana, postavena v roce 1941 a oficiálně uvedena do provozu v roce 1943, je od svého založení domovem letadel umístěných na letadlových lodích. Letiště slouží jako domov pro 14 nasaditelných stíhacích a útočných perutí provozujících F/A-18E/F Super Hornet, perutě pro výcvik nových pilotů a dále perutě protivníků nebo logistiky. Kromě toho NAS Oceana provozuje Dam Neck Annex, samostatné vojenské zařízení, které je domovem dalších neleteckých částí velitelství, včetně různých školících budov. Dále pak také provozuje Námořní podpůrné letiště Fentress, jenž slouží pro nácvik přistání na letadlových lodích v nedalekém Chesapeake, VA. Letecká základna je za normálního provozu veřejnosti nepřístupná. Výjimkou bývá jeden víkend v roce (obvykle v měsíci září), kdy se zde koná NAS Oceana Air Show.

## Historie

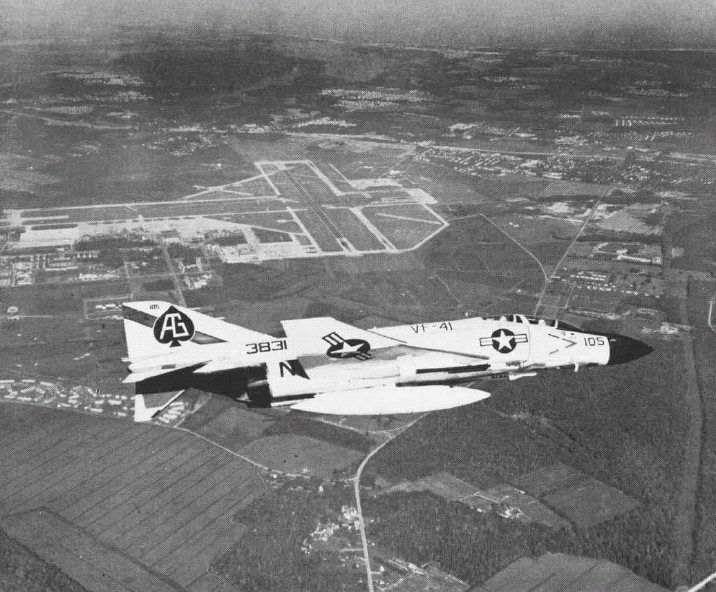
VF-41 F-4J nad NAS Oceana na konci 60. let

V roce 1940 získalo americké námořnictvo pozemky, které se nakonec staly Námořní leteckou základnou Oceana. V té době byla okolní oblast převážně zemědělská půda náchylná k záplavám, ale i přes to sloužila jako užitečné a odlehlé letiště pro rychle se rozvíjející námořní letectvo do té doby soustředěné v NAS Norfolk a díky tomu umožňovalo jednotkám pracovat daleko od této přeplněné základny. Omezení vzdušného prostoru a letištních zařízení zabránila tomu, aby NAS Norfolk sloužila jako domovská základna pro taktické letecké jednotky a v 50. letech byla NAS Oceana překlasifikována na status Hlavní základnu proudových letadel, aby tomuto účelu mohla nadále sloužit. NAS Oceana se začala dále rozrůstat a v postupně se vypracovala na jednu z největších a nejpokročilejších leteckých základen na světě. Rozkládá se na rozloze 27,6 km2 (včetně přístavby „Dam Neck“). Odstupy od překážek pak činí dalších celkem 14,9 km2. Její čtyři dráhy (tři o délce 2 400 m a jedna o délce 3 600 m) jsou určeny pro vysoce výkonná letadla. Primárním úkolem NAS Oceana je trénovat a nasazovat úderné perutě Atlantské flotily, složené z F/A-18E/F Super Hornetů. Námořní letci a Námořní letečtí důstojníci dislokovaní na NAS Oceana ročně provedou přibližně 219 000 výcvikových operací.
Navíc se po uzavření NAS Cecil Field na Floridě stala NAS Oceana v roce 1999 domovem F/A-18 Hornet, v rámci procesu v angličtině nazvaného "Base Realignment and Closure (BRAC)".
Kromě své vojenské funkce byla NAS Oceana také alternativním přistávacím místem pro raketoplán NASA a to až do roku 2011, kdy byl tento programu ukončen.
6. dubna 2012 došlo po vzletu F/A-18D přidělené k VFA-106 z NAS Oceana k selhání obou motorů a pádu do bytového komplexu ve Virginia Beach ve Virginii. Oba piloti se bezpečně katapultovali a nedošlo k žádným ztrátám na životech.

## Současné operace

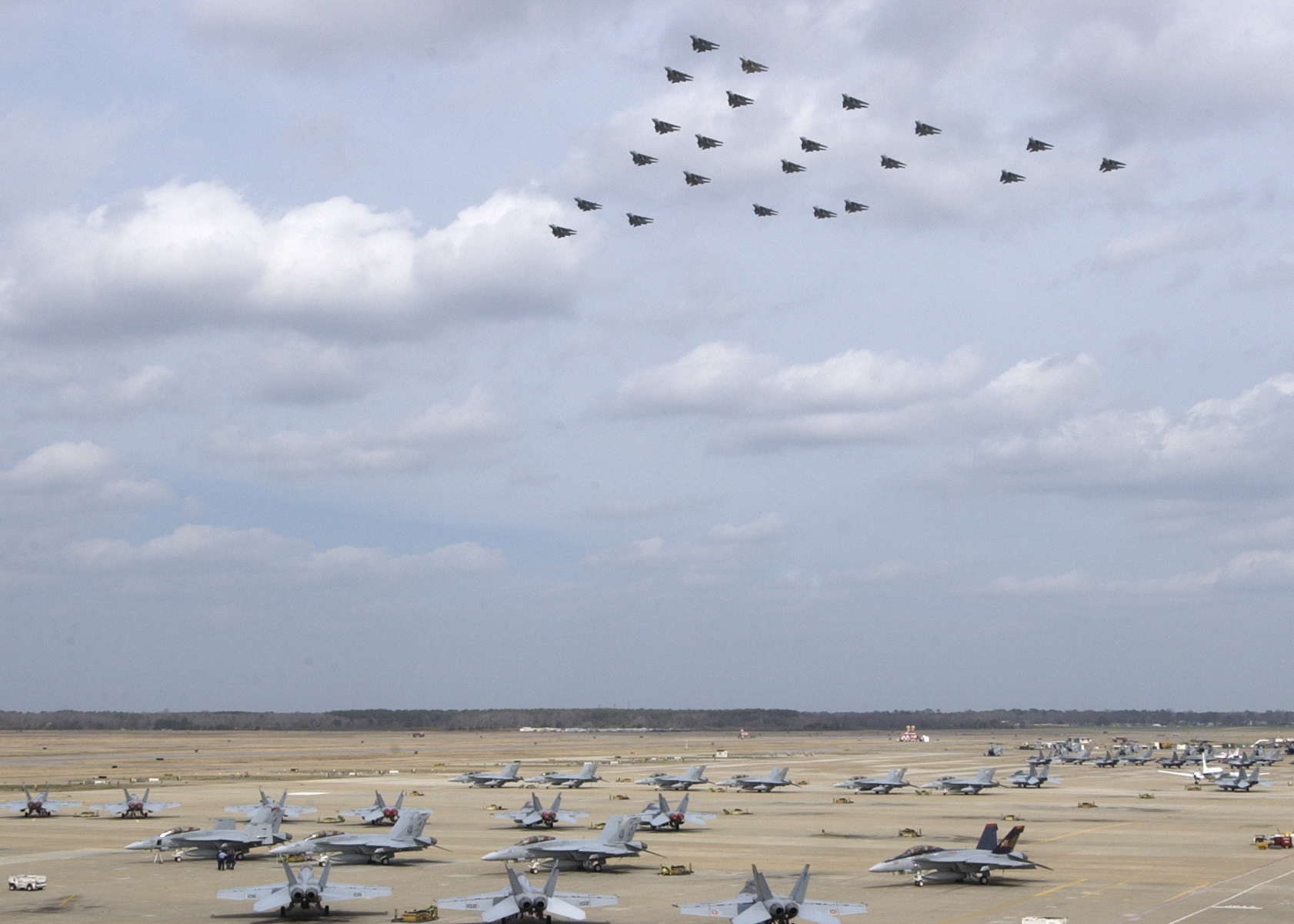
VF-213 a VF-31 provádějí přelet nad NAS Oceana po návratu z posledního operačního nasazení slavného F-14 Tomcatu.

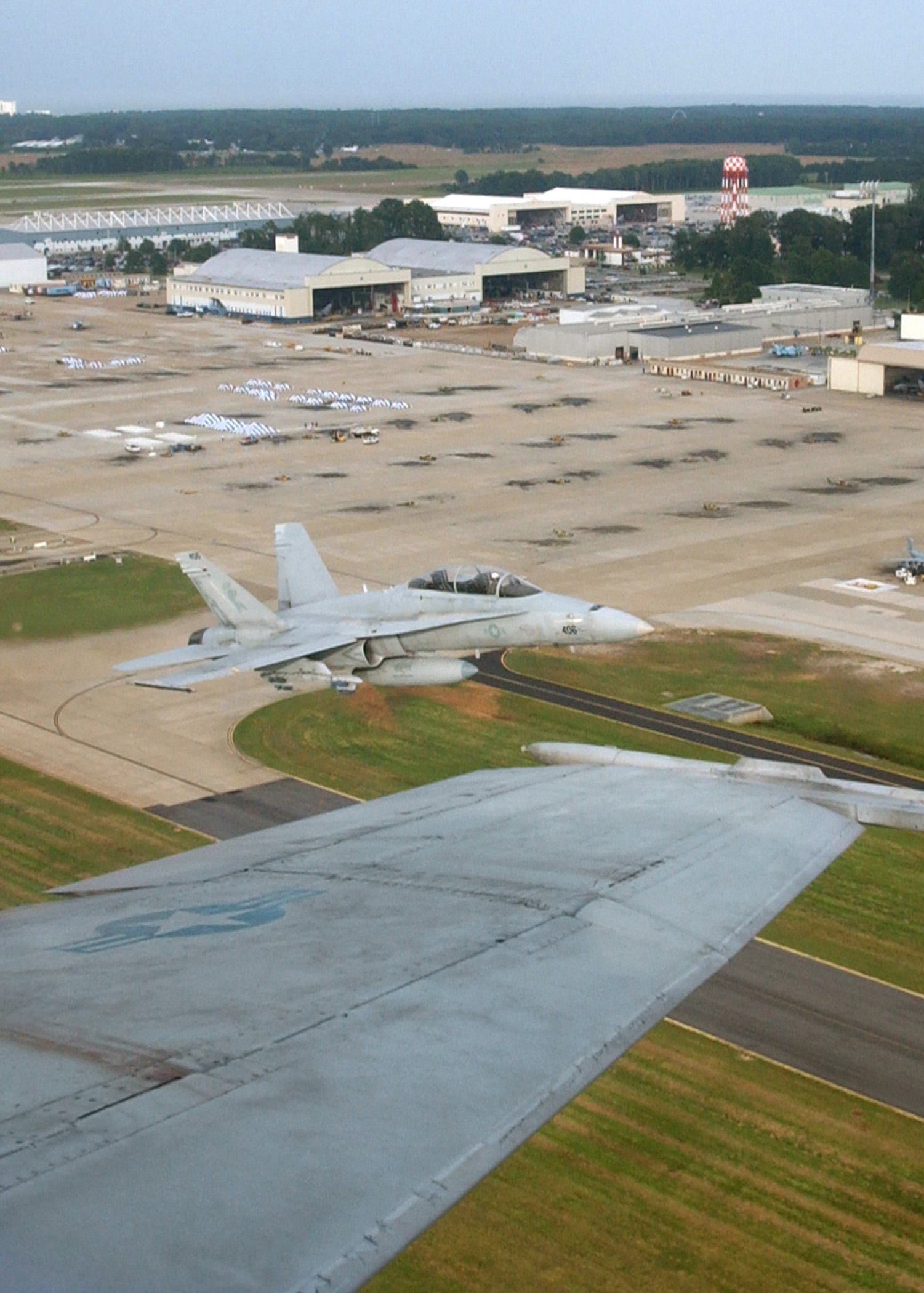
Dva F/A-18D Hornety při společném startu z dráhy NAS Oceana v roce 2003.

Základna je domovem sedmnácti letek stíhacích letounů F/A-18 Hornet a F/A-18E/F Super Hornet. Je jedinou Hlavní základnou proudových letadel na Východním pobřeží a zároveň tak i domovem všech jednotek úderných stíhačů (VFA) na Východním pobřeží – kromě VFA-86 a perutí Námořní pěchoty (VMFA). Trénink provádí letka s označením VFA-106 (také známí jako "Gladiátoři") v jejich F/A-18E/F Super Hornets.
Výcvik na Tomcatech prováděla letka VF-101 Grim Reapers. NAS Oceana byla od 21. do 23. září 2006 hostitelem setkání "Tomcat Sunset", na kterém se sešlo více než 3000 bývalých a současných pilotů a techniků pozemní údržby, aby oslavili vyřazení F-14 z aktivní služby flotily. NAS Oceana byla také místem, odkud ke svému poslednímu letu vzlétl legendární Tomcat. Jednalo se o F-14D, palubní číslo 164603, modex 101, ze stíhací perutě VF-31 jenž přeletěl z NAS Oceana na Letiště Republic v East Farmingdale na Long Island, kde byl vystaven jako statická ukázka u zařízení Northrop Grumman, ve kterém byly původně Tomcaty vyráběny.
Kromě uvedených perutí existuje na NAS Oceana mnoho dalších velitelství a vojenských zařízeních jako:
- Fleet Readiness Center Mid-Atlantic (zkráceně FRC), dříve také známé jako Aviation Intermediate Maintenance Department (AIMD) Oceana. Jako jedno ze šesti středisek pro údržbu námořního letectví, poskytuje podporu údržby na střední úrovni perutím letadlových lodí s domácím přístavem dislokovaným na východním pobřeží.
- Strike Fighter Wing Atlantic, velení, které slouží jako velitelství pro všechny perutě Hornetů a Super Hornetů na východním pobřeží v době, kdy právě nejsou nasazeny s jejich příslušnými nosnými vzdušnými křídly.
- Strike Fighter Weapons School Atlantic (SFWSL) je zbraňová škola, ve které pracují instruktoři Strike Fighter Weapons & Tactics (SFWTI) a kde posádky letadel F/A-18 absolvují taktický výcvik v používání munice vzduch-země a vzdušných taktikách.
- Landing Signal Officer School (LSO School) je školící zařízení, kde piloti, vybraní jako LSO (také známí jako „pádla“, což je velmi starý termín z dob, kdy LSO skutečně signalizoval přistávajícímu letadlu pestrobarevnými pádly), se učí „mávat“ letadlům, což znamená navádění je na palubu letadlové lodi k přistání.
- Velitelé CVW nebo celým názvem Carrier Air Wing Commanders (také nazývaní CAG, což je starý termín odvozený z předchozího názvu – Carrier Air Groups) jsou zodpovědní za všechny perutě ve vzdušném křídle, když se nachází na palubě letadlové lodi nebo když se přípravují na nasazení v zahraničí. Carrier Air Wings One, Three, Seven a Eight mají své velitelství na NAS Oceana.
- Strike Fighter Composite Squadron 12 (VFC-12), rezervní námořní peruť složená z F/A-18A+ Hornetů, která poskytuje výcvikové služby protivníků/agresorů stíhacím perutím Atlantské flotily.
- Fleet Logistics Support Squadron 56 (VR-56), Navy Reserve peruť složená z C-40, která poskytuje celosvětovou operativní podporu leteckou přepravu pro nasaditelné jednotky Amerického námořnictva a velitelstvím umístěným na pobřeží.
- Fleet Area Control and Surveillance Facility Virginia Capes (FACSFAC VACAPES, volací znak GIANT KILLER ) je odpovědný za sledování a řízení námořního a leteckého provozu ve oblastech Virginia Capes pro účely výcviku a také za průzkumné a monitorovací povinnosti na podporu obrany vlasti.
- Construction Battalion Unit 415 (CBU 415), Námoční "Seabee" batalion slouží k případným stavebním požadavkům a potřebám základny.
- Centerum pro Naval Aviation Technical Training Unit Oceana (CNATTU Oceana, ve volném překladu: Námořní letecký a technický výcvik jednotek Oceana) cvičí údržbáře letadel námořnictva a námořní pěchoty na F/A-18 a provozuje školy jak na typ A, tak i C.
- Marine Aviation Training Support Group 33, administrativní velitelství výcviku námořní pěchoty Spojených států amerických, primárně podporující personál leteckých studentů a instruktorů USMC přidělených k Fleet Readiness Squadron (VFA-106) na strojích F/A-18.
- Pobočka lékařské a zubní kliniky pod vedením Námořního lékařského centra v Portsmouth, VA.

## Aktivní křídla, letky

### Křídla letadlových lodí
Úderné stíhací křídla pro Atlantik:
- Carrier Air Wing 1 (CVW-1), přiděleno k USS Harry S. Truman (CVN-75)
- Carrier Air Wing 3 (CVW-3), přiděleno k USS Dwight D. Eisenhower (CVN-69)
- Carrier Air Wing 7 (CVW-7), přiděleno k USS George HW Bush (CVN-77)
- Carrier Air Wing 8 (CVW-8), přiděleno k USS Gerald R. Ford (CVN-78)

### Perutě
| Označení perutí | Znak | Přezdívka       | Letadlo   | Přidělena k                             |
| --------------- | ---- | --------------- | --------- | --------------------------------------- |
| VFA-11          |      | Red Rippers     | F/A-18F   | Carrier Air Wing 1 (CVW-1)              |
| VFC-12          |      | Fighting Omars  | F/A-18E/F | Tactical Support Wing (TSW)             |
| VFA-31          |      | Tomcatters      | F/A-18E   | Carrier Air Wing 8 (CVW-8)              |
| VFA-32          |      | Swordsmen       | F/A-18F   | Carrier Air Wing 3 (CVW-3)              |
| VFA-34          |      | Blue Blasters   | F/A-18E   | Carrier Air Wing 11 (CVW-11)            |
| VFA-37          |      | Ragin Bulls     | F/A-18E   | Carrier Air Wing 8 (CVW-8)              |
| VFA-81          |      | Sunliners       | F/A-18E   | Carrier Air Wing 1 (CVW-1)              |
| VFA-83          |      | Rampagers       | F/A-18E   | Carrier Air Wing 3 (CVW-3)              |
| VFA-87          |      | Golden Warriors | F/A-18E   | Carrier Air Wing 8 (CVW-8)              |
| VFA-103         |      | Jolly Rogers    | F/A-18F   | Carrier Air Wing 7 (CVW-7)              |
| VFA-105         |      | Gunslingers     | F/A-18E   | Carrier Air Wing 3 (CVW-3)              |
| VFA-106         |      | Gladiators      | F/A-18E/F | Fleet Replacement Squadron (FRS)        |
| VFA-131         |      | Wild Cats       | F/A-18E   | Carrier Air Wing 3 (CVW-3)              |
| VFA-143         |      | Pukin' Dogs     | F/A-18E   | Carrier Air Wing 7 (CVW-7)              |
| VFA-211         |      | Checkmates      | F/A-18F   | Carrier Air Wing 11 (CVW-11)            |
| VFA-213         |      | Black Lions     | F/A-18F   | Carrier Air Wing 8 (CVW-8)              |
| VR-56           |      | Globemasters    | C-40A     | Fleet Logistics Support Wing            |
| DEVGRU          |      | SEAL Team Six   | -         | Joint Special Operations Command (JSOC) |

## Životní prostředí
V polovině května 2017 došlo k úniku 360 000 litrů leteckého paliva ze skladovací nádrže a rozšířilo se až na přilehlé objekty a vodní trasy, zejména Wolfsnare Creek. Základna úzce spolupracovala s místními komunitami, aby pomohla s nouzovým přemístěním a výdejem vody. Rybáři byli varováni, aby se v této oblasti zdrželi rybaření, lovu krabů a aby se omezily i další rekreační aktivity v oblasti. Zasažená zvěř byla identifikována a následně jim byla v rámci odklízecích prací poskytnuta pomoc.